# Jati Pulo
Jati Pulo (Jatipulo) is een plaats (wijk - kelurahan) in het onderdistrict Palmerah in het bestuurlijke gebied Jakarta Barat (West-Jakarta) in de provincie Jakarta, Indonesië. Jati Pulo telt 30.355 inwoners (volkstelling 2010).